# La Trinxera Catalana
La Trinxera Catalana fou una revista catalana el primer número de la qual va sortir entre juliol i setembre de 1916. Fou editada per Camil Campanyà i Mas, Joaquim Blanchart, Joaquim Sanahuja, Joan Carreras, Juli Comerma, Joaquim Cots, Joan Ill, Pere Muxinac, Josep Rectoret, Enric Serra, Josep Xercavins i Emili March, per tal de donar a conèixer les proeses i la situació dels Voluntaris Catalans en la Primera Guerra Mundial. Mantingué contactes amb la Unió Catalanista i el doctor Joan Soler i Pla. Només havia publicat un número i la seva publicació va decaure després de la mort de Camil Campanyà. No va tornar a ressorgir breument fins al 1918 de la mà de Daniel Domingo i Montserrat com a òrgan del Comitè Nacional Català de París. El desembre de 1918 va treure el seu darrer número on va adreçar un Missatge de la Legió Catalana i dels catalans que serviren en Regiments de línia i artilleria, al president dels Estats Units d'Amèrica, Woodrow Wilson, reclamant el suport estatunidenc a l'autogovern català en nom dels catalans caiguts al front.
El juny de 2014 la revista Sàpiens va incloure una reedició del seu número 4 (19 de desembre de 1918), dins d'un monogràfic especial sobre la Primera Guerra Mundial.